# Paratrichius guttatus
Paratrichius guttatus är en skalbaggsart som beskrevs av Iwase 1993. Paratrichius guttatus ingår i släktet Paratrichius och familjen Cetoniidae. Inga underarter finns listade i Catalogue of Life.